# 박찬옥 (영화 감독)
박찬옥(朴燦玉, 1968년 ~ )은 대한민국의 여성 영화 감독이다.

## 생애 및 경력
1968년 전라남도 구례에서 태어났다. 한양대 연극영화학과를 졸업하고 한국예술종합학교 영상원 전문사 과정을 마쳤다.‘영화제작소 청년’에서 활동하기도 했던 박찬옥 감독은 단편 <있다>(1996)로 제1회 서울여성영화제 우수 작품상, <느린 여름>(1998)으로 제3회 부산영화제 선재상을 수상하는 등 여러 단편을 통해 날카로운 통찰력과 독특한 분위기로 연출력을 인정받았다. <오! 수정>(2000)의 조감독을 끝으로 장편 데뷔 준비에 들어갔던 박찬옥 감독은, 요절한 시인 기형도의 “질투는 나의 힘”에 모티브를 얻어 동명의 장편 극영화 <질투는 나의 힘>(2002)을 완성하였다. 2003년 로테르담영화제 타이거상, 2003년 청룡영화상 각본상, 2002년 부산영화제 아시아신인작가상, 2009년 부산국제영화제 넷팩상(아시아영화진흥기구상), 2010년 도빌아시아영화제 심사위원상을 수상하였다.

## 필모그래피

### 감독
- 셔터맨 (각본, 편집, 프로듀서, 촬영, 연출)
- 캣 우먼&맨 (편집, 프로듀서, 감독, 각본)
- 생강 (조감독, 각본)
- 웰컴 (음악, 조명)
- 있다 (감독)
- 저스트 두 잇 (음악)
- 기념품 (음향)
- 느린 여름 (편집, 연출, 각본)
- 봄 (기획)
- 공연한 사실 (감독)
- 오! 수정 (조감독)
- 질투는 나의 힘 (연출, 각본)
- 잠복 (감독)
- 파주 (연출, 각본)

### 제작
- 들개 (프로덕션컨설턴트)
- 보호자 (프로덕션컨설턴트)
- 소셜포비아 (제작책임)
- 성실한 나라의 앨리스 (제작총괄)
- 기음 (제작책임)